# Яконовский, Иван Фёдорович
Иван Фёдорович Яконовский (?—1825) — российский педагог и переводчик; преподаватель Олонецкой губернской мужской гимназии.

## Биография
О его детстве и юности сведений почти не сохранилось, известно лишь, что Иван Яконовский происходил из духовного звания, обучался сначала в Тверской духовной семинарии, а с 1803 года в Главном педагогическом институте столицы.
После окончания педагогического института, 28 января 1808 года он был определён во вновь открытую тогда Олонецкую губернскую мужскую гимназию учителем философских, политических и изящных наук и оставался в этой должности до смерти.
По воспоминаниям его учеников, И. Ф. Яконовский был доброго характера, прекрасный преподаватель, человек учёный и как учитель пользовался особенной любовью учеников. Предмет свой он преподавал понятно, избегая дословного заучивания учебников, и много упражнялся в составлении собственных примеров. Желая облегчить труды учеников по изучению психологии, он составил курс её, делая выписки из разных авторов и приноравливая их к данной программе. Записки эти были представлены через профессора Лоди попечителю округа. Кроме того, Яконовский перевел первую часть «Эстетики» Иоганна Иоахима Эшенбурга. Сочинения Яконовского не были напечатаны и не сохранились.

Яконовский оказал значительное влияние на развитие поэтического таланта Владимира Григорьевича Бенедиктова, учившегося в Олонецкой гимназии с 1817 по 1821 год. Первые литературные опыты Бенедиктова были написаны под влиянием Яконовского. Бенедиктов позднее отмечал:
«В гимназии с особенным вниманием и удовольствием слушал я уроки учителя Яконовского, который писал иногда и сам стихи для произнесения их ученикам при публичных ежегодных экзаменах, при домашних праздниках и разных других случаях. Способность писать стихи всегда казалась мне завидною с самого раннего возраста, и сам неоднократно пробовал я детское перо свое, из-под которого не выходило ничего такого, чем бы мог быть, по тогдашним понятиям, сколько-нибудь доволен».
Стихотворения Яконовского также не сохранились. 
В 1821 году ему была предложена кафедра профессора при Харьковском университете, но он из-за болезни отказался от неё. Кроме своего предмета, Яконовский преподавал еще латинский язык и неоднократно исполнял должность директора Олонецкой гимназии.
Скончался 24 марта (5 апреля) 1825 года.